# Nankoweap-Formation
Die Nankoweap-Formation ist die unterste Formation der neoproterozoischen Chuar Group im Südwesten der Vereinigten Staaten.

## Etymologie
Die Nankoweap-Formation ist nach dem Nankoweap Canyon, einem Seitental des Colorado Rivers, benannt worden. Das Toponym Nankoweap oder Nanangko’uipi (auch Ninkuipi oder Nengwoo’koahoyp) ist ein Wort aus der Sprache der Südlichen Paiute. Bedeutungen sind Begräbnisstätte, Getötete Indianer bzw. Getötete Menschen. Gemeint ist ein Überfall auf Paiute durch Navajos im Nankoweap Canyon – wobei sich der Wortteil ’uipi generell auf einen Wasserlauf oder ein Canyon bezieht.

## Erstbenennung und Geschichtliches
Die Nankoweap-Formation wurde erstmals im Jahr 1934 von C. E. Van Gundy benannt, er bezeichnete die Formation jedoch noch als Nankoweap Group. Im Jahr 1951 lieferte Van Gundy eine ausführlichere Beschreibung seiner Gruppe. Hierauf folgte dann die Abhandlung von J. H. Maxson im Jahr 1961. Ihren Formationsstatus erhielt das Lithosom jedoch erst im Jahr 1976 durch Donald P. Elston und G. R. Scott.

## Vorkommen

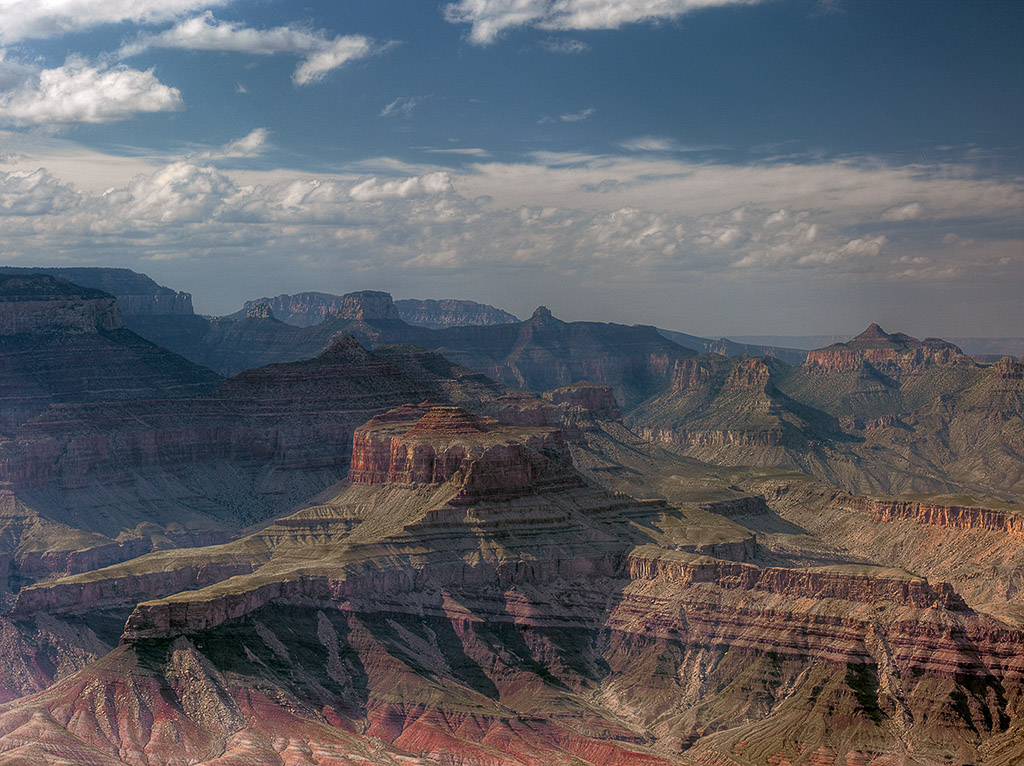
Blick auf den Venus und Apollo Temple vom Lipan Point am East Rim. Über die schräg einfallende rotgefärbte Dox-Formation und die schwarze Cardenas Lava legt sich die auffällig gebänderte Nankoweap-Formation.

Die Vorkommen der Nankoweap-Formation sind auf das östliche Grand Canyon beschränkt. Neben dem Vorkommen beiderseits des namensgebenden Nankoweap Canyons findet sich die Formation im Basalt Canyon, am Comanche Creek, nördlich des Lava Chuar Creeks und im Tanner Canyon (Tanner-Graben). Diese Vorkommen liegen alle im Norden des Colorado Rivers. Südlich des Flusses erscheint 2 Kilometer südlich der Flussmeile 66 noch ein weiteres kleines, abgesondertes  Aufschlussgebiet.

## Stratigraphie
Die Nankoweap-Formation überlagert diskordant die Cardenas Lava der Unkar Group. Eine erneute Diskordanz trennt sie vom auflagernden Tanner-Member der Galeros-Formation (Chuar Group).
Die Mächtigkeit der Formation schwankt zwischen 113 und mehr als 250 Meter.
Ihre Typlokalität liegt im Basalt Canyon.
Informell werden zwei Member unterschieden – ein eisenreiches Liegendmember, von dem oft nur Erosionsreste erhalten sind, und ein Hangendmember. Die beiden Member werden von Diskordanzen eingeschlossen und voneinander ebenfalls durch Diskordanz getrennt.

## Lithologie
Die Lithologie der siliziklastischen Nankoweap-Formation besteht generell aus Sandsteinen, Siltsteinen, Schiefertonen, Tonsteinen und Konglomeraten. Untergeordnet treten auch Kalke hinzu. Die Sandsteine sind weiß, braun, rot oder violett gefärbt und werden von Kieselsäure zementiert. Die Schiefertone sind von violetter und roter Farbe. Örtlich begrenzte Konglomeratlagen an der Basis führen bis zu 20 Zentimeter große, abgerundete Gerölle aus basaltischer Lava, die in einer Matrix aus Sand-, Quarz und Feldspatkörnern sowie basaltischen Bruchstücken eingebettet sind. Auch hier stellt Kieselsäure den Zement. Die Geröllfraktion größer als 5 Millimeter nimmt 85 Prozent in Anspruch, rote oder rosafarbene, verkieselte Sande beanspruchen 15 Prozent. Bei der Sandfraktion sind Quarzkörner mit 91 bis 96 Prozent vertreten, Feldspatkörner bilden den Rest. Die gelegentlichen Kalke sind von grauer Farbe, sandig und enthalten Zwischenlagen von grünen Schiefertonen.
Das nur 3 bis 13 Meter mächtige, sehr feinkörnige, eisenreiche Liegendmember besteht aus einem fein-geschichteten, hellen, rotbraunen Sandstein. Die unteren zwei Drittel dieses Members sind durchgehend mit Hämatit zementiert und daher sehr erosionsresistent. Das obere Drittel ist nur schwach zementiert und bildet daher einen bankartigen Absatz. Die Ablagerung des eisenreichen Liegendmembers erfolgte im ruhigen, unbewegten Wasser. 
Im abgesonderten Vorkommen südlich des Colorado Rivers ist das Liegendmember als ein sehr eisenreicher Sandstein ausgebildet, welcher aus der unterlagernden Cardenas Lava hervorgegangen ist. Er weist außerdem einen 10 Meter dicken eisenreichen Paläoboden vor, welcher sich in der Verwitterungszone der Lava entwickelt hatte.
Das ungefähr 100 Meter mächtige Hangendmember entspricht Van Gundy's Nankoweap Group und Maxson's Nankoweap Formation. Es baut sich aus rot-violetten, feinkörnigen, quarzitischen Sandsteinen auf. Im Hangenden gehen die Sandsteine in Siltsteine und Tonschiefer über. In den Sandsteinen sind gelegentlich konglomeratische Lagen eingestreut, deren abgerundete bis diskusförmigen Gerölle Dox-Sandstein und Cardenas-Lavabrocken erkennen lassen. An der Basis des Hangendmembers tritt stellenweise ein Kiesrückstand auf, welcher sich aus weißen bis gelblichen, faust- bis pflastersteingroßen Chertgeröllen zusammensetzt. Die Sandsteine sind typischerweise dünn- bis mittelbankig, als Sedimentstrukturen enthalten sie ebene, tafelförmige Schrägschichtung, Rippelmarken, Trockenrisse, zahlreiche Deformationsstrukturen des unverfestigten Sediments und seltene Steinsalz-Pseudomorphosen. Erst im Hangenden gewinnen massive, dickbankige Sandsteinkörper im Meter-Bereich an Bedeutung.

### Diskordanzen
Die Nankoweap-Formation wird sowohl im Liegenden als auch im Hangenden von Diskordanzen umschlossen. Eine formationsinterne Diskordanz trennt das Liegend- vom Hangendmember. Das Liegendmember fehlt sehr oft an der Liegenddiskordanz, d. h. das Hangendmember legt sich direkt über die Cardenas Lava. Im Basalt Canyon ist die Liegenddiskordanz als Winkeldiskordanz ausgebildet, an welcher 60 Meter Cardenas Lava wegerodiert wurden. Westlich des Tanner Canyons wurden sogar bis zu 300 Meter an basaltischer Lava entfernt. Hier kam es vor Ablagerung der Nankoweap-Formation zu einer tiefgreifenden chemischen Verwitterung der Lavaströme und zur Bildung einer 10 Meter mächtigen, eisenhaltigen Verwitterungszone unter Entstehung eines Paläobodens. Die stark verwitterten Laven lassen noch ihr ursprünglich magmatisches Gefüge erkennen, wurden aber durchgehend imprägniert und in erdigen Hämatit und Siderit umgewandelt.
Der obere Kontakt der Nankoweap-Formation mit der Galeros-Formation ist recht scharf. Die steilwandbildenden Sandsteine unterhalb des Kontakts zeigen einen Farbwechsel von Rot nach Weiß. Dieser Farbumschlag wird auf ein Ausbleichen unterhalb der Diskordanz zurückgeführt, an welcher die Rotsedimente der Nankoweap-Formation in dunkelgraue Dolomite der Galeros-Formation übergehen. Außer einigen flachen Rinnen, die in die Nankoweap-Formation eingeschnitten sind und mit Dolomit verfüllt wurden, deutet aber nur wenig auf einen bedeutenden Hiatus an der Obergrenze der Formation hin. Eine ausgeprägte Winkeldiskordanz ist aber sehr wohl der Kontakt mit dem flachliegenden oberkambrischen Tapeats Sandstone der Tonto Group – die Great Unconformity.

## Ablagerungsmilieu

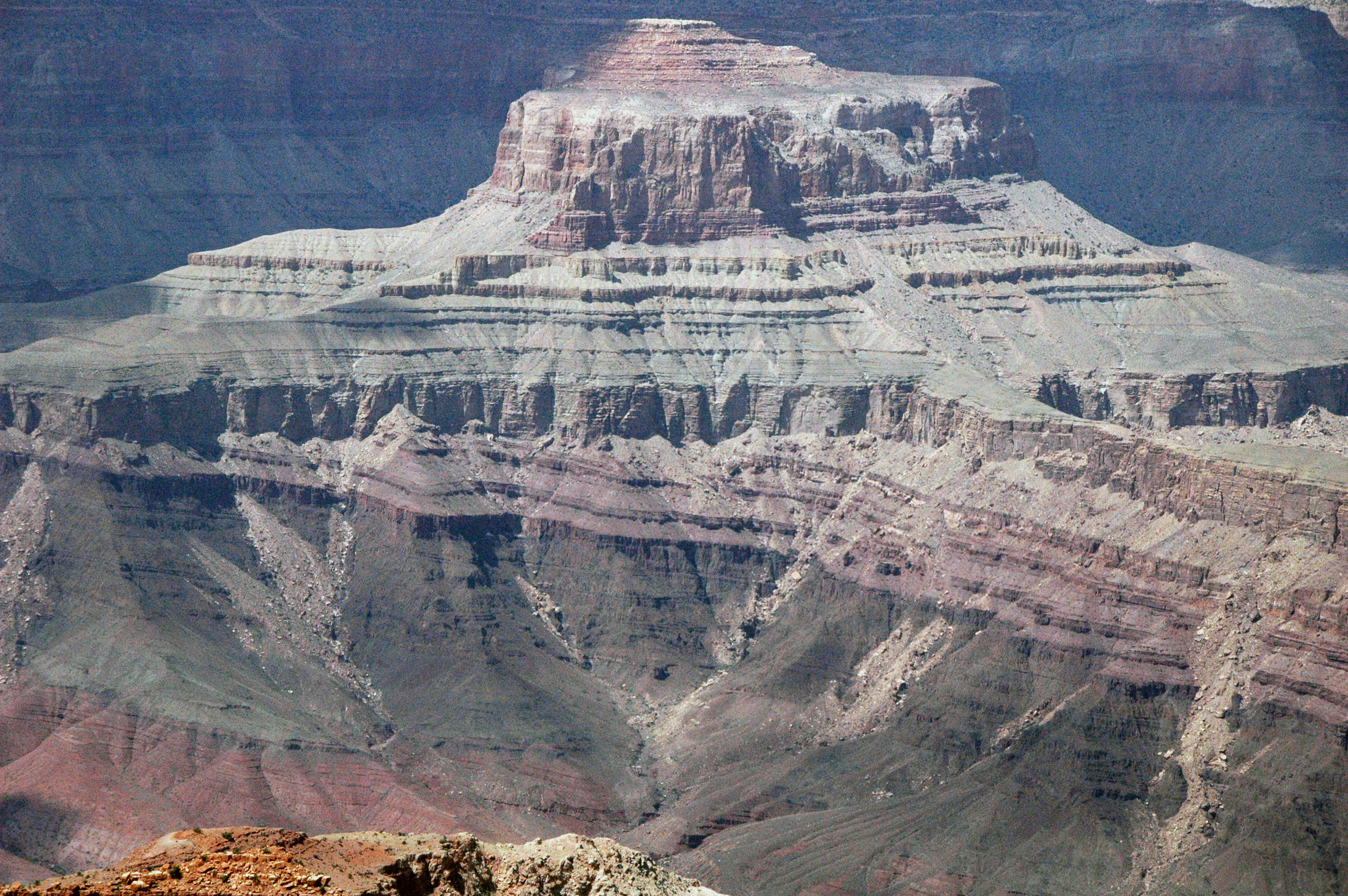
Blick auf den Apollo Temple. Die gebänderte Nankoweap-Formation liegt der schwarzen Cardenas Lava auf. Darüber die Great Unconformity mit der Steilstufe des Tapeats Sandstone (Tonto Group).

Die Nankoweap-Formation ist sehr wahrscheinlich marinen Ursprungs und dürfte teilweise im Strandbereich abgelagert worden sein. Dennoch ist ihr Ablagerungsmilieu nur ungenügend untersucht worden und bleibt somit letztlich umstritten. Der tief verwitterte Paläoboden im Hangenden der Cardenas Lava stellt eine ausgedehnte Periode intensiver subaerischer Verwitterung noch vor Einsetzen der eigentlichen Nankoweap-Sedimentation dar. Auch die Sandsteine des Liegendmembers sind stark verwittert und dürften somit ebenfalls subaerisch akkumuliert worden sein. Die Sedimentstrukturen im Hangendmember werden jedoch dahingehend interpretiert, dass die Ablagerung in einer nur wenig bewegten Flachsee unter niedriger Wasserbedeckung erfolgt war. Ein ästuariner oder womöglich auch lakustriner Ablagerungsraum werden aber ebenfalls in Erwägung gezogen. Schräggeschichtete Sandsteine des Hangendmembers verweisen auf Strandsedimente.

## Fossilien
Eindeutige Fossilien sind aus der Nankoweap-Formation bisher nicht bekannt. Ein berühmtes Pseudofossil ist Brooksella canyonensis, das anfangs noch als Abdruck einer Qualle interpretiert worden war, jetzt aber als Sedimententwässerungsstruktur angesehen wird. Wie auch andere Formationen in der Grand Canyon Supergroup besitzt die Nankoweap-Formation spurenfossilartige Strukturen, bei denen es sich aber wahrscheinlich um abgeschnittene Trockenrisse handeln dürfte.

## Tektonik
Die Diskordanz zwischen Liegend- und Hangendmember lässt auf tektonische Prozesse während der Ablagerung der Nankoweap-Formation schließen. Hierauf verweist auch der Tanner-Graben und die mit ihm assoziierte Butte Fault. Diese Strukturen waren bereits noch vor Ablagerungsbeginn der Galeros-Formation angelegt worden. Sie reihen sich ein in Ost-West-gerichtete Streckungsbewegungen, die letztendlich zum Zerbrechen Rodinias überleiten sollten. In den Sandsteinen lassen sich Zementierungen mittels Baryt beobachten – normalerweise handelt es sich hierbei nur um dünne Adern, aber auch fleckenhafte Ansammlungen bis zu 3 Meter sind bekannt. An diesen Stellen werden die Sandsteine durch zahlreiche kleinere Verwerfungen intensiv verformt.

## Alter
Eine Neudatierung mittels detritischen Zirkonen ergab ein Alter von weniger als 782 Millionen Jahren für die Nankoweap-Formation. In früheren Abschätzungen war sie noch als wesentlich älter angesehen worden. Sie wurde folglich von Dehler und Kollegen im Jahr 2017 als Basisformation der Chuar Group etabliert.